# Filipinas, Mexiko
Filipinas är en ort i Mexiko.   Den ligger i kommunen Matamoros och delstaten Coahuila, i den centrala delen av landet, 800 km nordväst om huvudstaden Mexico City. Filipinas ligger 1 128 meter över havet och antalet invånare är 199.
Terrängen runt Filipinas är platt. Runt Filipinas är det mycket glesbefolkat, med 3 invånare per kvadratkilometer. Närmaste större samhälle är Torreón, 19,9 km väster om Filipinas. Omgivningarna runt Filipinas är i huvudsak ett öppet busklandskap.